# Nacht und Schimmel
Nacht und Schimmel (Originaltitel: Opowiadania) ist eine 1969 erschienene und 1972 ins Deutsche übersetzte Sammlung von zehn Geschichten des polnischen SF-Autors Stanisław Lem.

## Inhalt
- Nacht und Schimmel: Eine mutierte materiefressende Mikrobe gelangt aus einem Forschungslabor in das Haus eines alten einsamen Mannes, der sie nach Entdeckung zunächst liebevoll pflegt. Doch sie vermehrt sich so stark (wozu sie Dunkelheit und einen speziellen Schimmelpilz benötigt), dass sie schließlich seine Wohnung zerstört und ins Freie gelangt, wo sie dann - zu Ende gedacht - die ganze Welt zerstören müsste.

- Der Freund: Im Funkerclub, wo ein junger Mann seinen ehrenamtlichen Dienst versieht, taucht ein unbeholfener Sonderling auf und bittet um etwas Draht – und später um die Mithilfe beim Erstellen einer elektrischen Schaltung, wie es heißt, für einen Freund. Nach und nach dämmert dem Jugendlichen, daß der unbekannte Freund ein Wesen aus einer anderen Welt sein könnte.

- Tagebuch: Ein allmächtiges Wesen monologisiert über sich, die Erschaffung von Myriaden von Kosmen und über die Sinnsuche von winzigen, denkenden Geschöpfen. Das steht im Tagebuch des elektrischen Gottes, das eine Expedition aus dem Weltall mitgebracht hat; im kurzen Schlussbericht wird erklärt, wie dieser im Zug kybernetischer Evolution entstandene Gott zugrunde gegangen ist.

- Die Lymphatersche Formel: Lymphater, ein älterer, heruntergekommener Wissenschaftler, erzählt, wie er durch seine interdisziplinären Forschungen ein Wesen der nächsten Evolutionsstufe geschaffen hat, das intuitiv in Lichtgeschwindigkeit seine Umgebung erfasst, und wie er dieses Wesen zerstören musste, weil es den Menschen degradiert.

- Die neue Kosmogonie: Eine fiktive Nobelpreis-Rede, in der ein kosmologisches Bild von frühesten Zivilisationen entworfen wird, die seit Anbeginn des Universums die physikalischen Gesetze verändert haben, so dass die jetzigen Gesetze nur eine vorübergehende Zwischenstufe darstellen. (Diese Rede ist auch in dem Buch Die vollkommene Leere enthalten.)

- Die Invasion: In Polen und später in Bayern fallen glasartige Kugeln vom Himmel. In ihrem Innern sind Abbilder von Lebewesen, die durch den Absturz ums Leben kamen. Die Kugeln sind härter als Diamant und durch Waffen nicht zu zerstören. Die Forscher versuchen ihren Zweck zu ergründen.

- Der Hammer: Man schickt immer einen Mann gemeinsam mit einer künstlichen Intelligenz auf jahrelange interstellare Reisen, da sich diese Konstellation als psychologisch am stabilsten erwiesen hat. Auf einer solchen Reise lernt ein Mann eine solche Intelligenz in Form eines Würfelrechners mit ihren Erinnerungen, ihrer Persönlichkeit und ihren Gefühlen näher kennen; schließlich stellt sich heraus, dass der sogenannte Informator den Astronauten betrügt und die Flugbahn so geändert hat, dass die Rakete geradeaus fliegt, also nicht mehr zurückkehrt. Da schlägt der Astronaut mit seinem Hammer zu.

- Die Wahrheit: Ein Physiker, eingesperrt in eine Irrenanstalt, erzählt von seinen Experimenten mit Hochtemperaturplasma, die ihm jedoch keiner glaubt: Ihm und zwei Kollegen fielen seltsame Teilungen und Wiedervereinigungen im Plasma auf, die sie Biologen zeigten und die jene eindeutig als Einzeller identifizierten. Mit der Gewissheit, neues Leben gefunden zu haben, wagten sie ein sehr riskantes Folgeexperiment, das misslingt.

- Zwei junge Männer: Geschichte über die virtuelle Realität, in die sich zwei Männer begeben - der erste erlebt auf der Erde eine Raumschiffreise, der andere, in einem Raumschiff, schaltet sich auf die ersehnte Erde.

- Gibt es Sie, Mister Johns?: Der Rennfahrer Johns wird nach zahlreichen Unfällen Stück für Stück durch Prothesen ersetzt. Die Rechnungen sind noch nicht bezahlt, so dass der Hersteller Cybernetics den noch nicht erfolgten Eigentumsübergang durch ein Gerichtsverfahren prüft. Wie weit reicht die persönliche Identität und Würde, wenn immer mehr Teile eines Menschen und schließlich sogar schrittweise das Gehirn durch Prothesen (Maschinen) ersetzt werden?

## Ausgaben
- Stanisław Lem: Opowiadania. Wydawnictwo Literackie, Kraków 1969
- Stanisław Lem: Nacht und Schimmel. (Deutsche Übersetzung von Irmtraud Zimmermann-Göllheim) Insel-Verlag, Frankfurt am Main 1971